# Leprocaulinus insularis
Leprocaulinus insularis är en insektsart. Leprocaulinus insularis ingår i släktet Leprocaulinus och familjen Diapheromeridae.

## Underarter
Arten delas in i följande underarter:
- L. i. verrucifer
- L. i. talaudiensis
- L. i. insularis